# Eleanor Farjeonová
Eleanor Farjeonová (13. února 1881 – 5. června 1965) byla anglická autorka dětských příběhů, divadelních her, poezie, životopisu, historie a satiry.
Většina jejích dopisů byla zveřejněna. Vyhrála mnoho literárních cen a prestižní cena Eleanor Farjeonové za dětskou literaturu je každoročně uváděna na její vzpomínku sdružením vydavatelů Children’s Book Circle.

## Životopis
Dcera populárního romanopisce Benjamina Farjeona a Maggie (Jeffersonové) Farjeonové Eleanor pocházela z literární rodiny, její dva mladší bratři, Joseph a Herbert Farjeonové, byli spisovateli zatímco nejstarší, Harry Farjeon, se stal skladatelem.
Eleanor, známá rodině jako „Nellie“ byla malé bázlivé dítě, které bylo často nemocné a mělo špatný zrak. Byla vzdělávána doma a trávila hodně času v podkroví, obklopena knihami. Její otec jí v psaní povzbuzoval už od pěti let.
Přestože strávila většinu života mezi literárními a divadelními kruhy z Londýna, mnohdy se nechala inspirovat věcmi z jejího dětství a z jejích rodinných prázdnin. Prázdniny ve Francii v roce 1907 jí inspirovaly k vytvoření příběhu o trubadúrovi, kterého později upravila na toulavého minstrela (zpěváka lidových písní), z její nejslavnější knihy Martin Pippin in the Apple Orchard.
Během první světové války se rodina přestěhovala do Sussexu, kde krajina, vesnice a místní tradice měly výrazný vliv na její pozdější díla. Bylo to v Sussexu, kde mohli být případně umístěny příběhy o Martinovi Pippinovi.
Osmnáctiletá Eleanor, jejíž dědeček z matčiny strany, Joseph Jefferson, byl americkým hercem, napsala libreto k operetě Floretta, k hudbě od jejího staršího bratra Harryho, jež se později stal skladatelem a učitelem hudby. Také spolupracovala se svým mladším bratrem, Herbertem, Shakespearovým žákem a divadelním kritikem. Jejich produkce zahrnovala Kings and Queens (1932), The Two Bouquets (1938), An Elephant in Arcady (1939), The Glass Slipper (1944).
Eleanor měla široký rozsah přátel s významným literárním nadáním včetně D. H. Lawrence, Waltra de la Mare a Roberta Frosta. Po několik let měla důvěrné přátelství s básníkem Edwardem Thomasem a jeho ženou. Po Thomasově smrti, v dubnu 1917 při bitvě u Arrasu zůstala Eleanor blízká jeho ženě Helen. Později vydala mnoho z jejich korespondence a konečné zhodnocení jejich vztahu vydala v knize Edward Thomas: The Last Four Years (1958).
Po první světové válce si Eleanor vydělávala na živobytí jako básnířka, novinářka a jako reportérka. Často publikovala pod pseudonymem. Eleanořiny básně se objevily v The Herald (Tomfool), Punch, Time and Tide (Chimaera), The New Leader (Merry Andrew), Reynolds News (Tomfool), ale i v mnoha dalších časopisech.
Eleanor nebyla nikdy vdaná, ale měla třicetileté přátelství s Georgem Earlem, učitelem angličtiny. Po jeho smrti v roce 1949 měla dlouhý přátelský vztah s hercem Denysem Blakelockem, který o jejich přátelství napsal v knize Portrait of a Farjeon (1966).
Během padesátých let dvacátého století jí byly uděleny tři hlavní literární ceny: Carnegie Medal of the Library Association, Cena Hanse Christiana Andersena a Regina Medal od American Catholic Library Association. Sdružení vydavatelů Children’s Book Circle uvádí cenu Eleanor Farjeonové každoročně na její vzpomínku. Její práce měla a má vliv i na slavného japonského animátora Hajao Mijazakiho.